# Бацит
Бацит — мінерал, циклосилікат берилію та скандію з хімічною формулою Be3Sc2Si6O18 (Be3(Sc,Fe)2Si6O18 або Be3(Sc,Al)2Si6O18). Кристалізується в гексагональній кристалічній системі, як правило, у вигляді маленьких блакитних гексагональних кристалів до 2 см довжини. Має твердість за Моосом 6,5–7 і питому вагу від 2,77 до 2,85.
Бацит важко відрізнити від блакитного берилу.
Зустрічається в міаролах в граніті, в альпійських жилах і в скандієвмісних гранітних пегматитах. Асоціюється з кварцом, ортоклазом, мусковітом, лаумонтитом, альбітом, гематитом, кальцитом, хлоритом, флюоритом, берилом і бавенітом.
Вперше був описаний у Бавено, Італія. Названий на честь першовідкривача, італійського інженера Алессандро Е. Бацці .